# Caucasier (schip, 1911)
Het Belgische stoomschip Caucasier was een vracht-passagiersschip dat gebouwd werd door Flensburger Schiffbau, Flensburg, Duitsland met bouwnummer 310 onder de naam Sydney. Het werd in augustus 1911 opgeleverd aan de Deutsch Australische D.G. Het schip had een lengte van 137,16 meter, een breedte van 17,67 meter en mat 5.894 bruto registerton (4.317 netto).  
Het werd in 1914 opgelegd in Tjilatjap, Nederlands Indië. In 1919 werd het als oorlogsbuit overgegeven aan de Britse regering, die het in 1920 aan de Belgische regering overdroeg, die het op haar beurt in 1920 aan de rederij Lloyd Royal Belge verkocht. Het schip voer van 1921 tot 1930 in dienst van de rederij, die tijdens de Eerste Wereldoorlog werd gesticht. De rederij gaf hetin 1922 de naam Caucasier. In 1930 werd de Lloyd Royal Belge door de C.M.B.C. (Compagnie Maritime Belge du Congo) opgeslorpt, die meteen ook deze naam aannam en de lijnen van de Lloyd Royal Belge naar Noord- en Zuid-Amerika verder uitbaatte.
De "Caucasier" had een zwarte romp en twee hoge schoorstenen met rood-witte banden, die de Antwerpse stadskleuren vertegenwoordigden. Ze had twee hoge masten met elk vier laadbomen. Ze had in totaal 10 reddingssloepen aan boord.   
In 1932 werd het naar Pola (Italië) verkocht voor de sloop. Aanvang sloop was in November 1932.